# Ron Reed
Ronald Lee "Ron" Reed (La Porte, Indiana, 2 de noviembre de 1942) es un exjugador de béisbol y baloncesto estadounidense que jugó 19 temporadas en las Grandes Ligas de Béisbol y dos temporadas más en la NBA. Con 1,96 metros de estatura, lo hacía en la posición de alero en baloncesto y de lanzador en béisbol.

## Trayectoria deportiva

### Universidad
Jugó al baloncesto tres temporadas con los Fighting Irish de la Universidad de Notre Dame, en las que promedió 18,9 puntos y 14,3 rebotes por partido, siendo en la actualidad el tercer mejor reboteador de la historia de la universidad y el séptimo mejor anotador. Mantiene el récord de rebotes por partido en una temporada, con 17,7 en 1964.

### Profesional

#### Béisbol
Jugó durante 19 temporadas en las Grandes Ligas de Béisbol, en las que logró un récord de 146-140 con un 3.46 de ERA, 103 saves, 1481 strikeouts, 8 shutouts, 55 partidos completos en 751 apariciones (236 como titular). Es uno de los únicos cinco pitchers en la historia de la MLB en lograr 100 victorias, 100 saves y 50 partidos completos. Los otros cuatro son Ellis Kinder, Firpo Marberry, Dennis Eckersley y John Smoltz.
En 1968 disputó el All-Star Game, y en 1979 lideró la liga en pitchers suplentes ganadores, con 13. Disputó dos series mundiales, en 1980, en la que se proclamó campeón con los Philadelphia Phillies, y en 1983, donde perdieron con los Baltimore Orioles.
En 2005 fue incluido en el Salón de la Fama Deportivo de Polacos-Americanos.

#### Baloncesto
Fue elegido en la vigésima posición del Draft de la NBA de 1965 por Detroit Pistons, con los que, en su primera temporada, actuando como suplente de Ray Scott, promedió 7,5 puntos y 5,9 rebotes por partido.
En su segunda temporada sus cifras aumentaron hasta los 8,5 puntos y 6,8 rebotes por partido, lo que no impidió que al término de la misma fuera incluido en el Draft de Expansión que se celebró por la llegada de nuevos equipos a la liga, siendo elegido por los Seattle Supersonics. Pero Reed decidió en ese momento dedicarse por completo al béisbol profesional.

## Estadísticas de su carrera en la NBA

### Temporada regular
| Temporada | Edad | Equipo  | Liga | Pos. | P   | TIT | MIN  | TC  | TCA | %TC  | 2P  | 2PA | %2P  | TL  | TLA | %TL  | REB | ASIS | FP  | PTS |
| 1965-66   | 23   | Detroit | NBA  | PF   | 57  |     | 17.5 | 3.3 | 9.2 | .355 | 3.3 | 9.2 | .355 | 0.9 | 1.8 | .540 | 5.9 | 1.6  | 2.3 | 7.5 |
| 1966-67   | 24   | Detroit | NBA  | PF   | 62  |     | 20.1 | 3.6 | 9.7 | .372 | 3.6 | 9.7 | .372 | 1.3 | 2.1 | .594 | 6.8 | 1.3  | 2.3 | 8.5 |
| Total     |      |         | NBA  |      | 119 |     | 18.9 | 3.4 | 9.4 | .364 | 3.4 | 9.4 | .364 | 1.1 | 2.0 | .571 | 6.4 | 1.5  | 2.3 | 8.0 |